# Inka Meyer

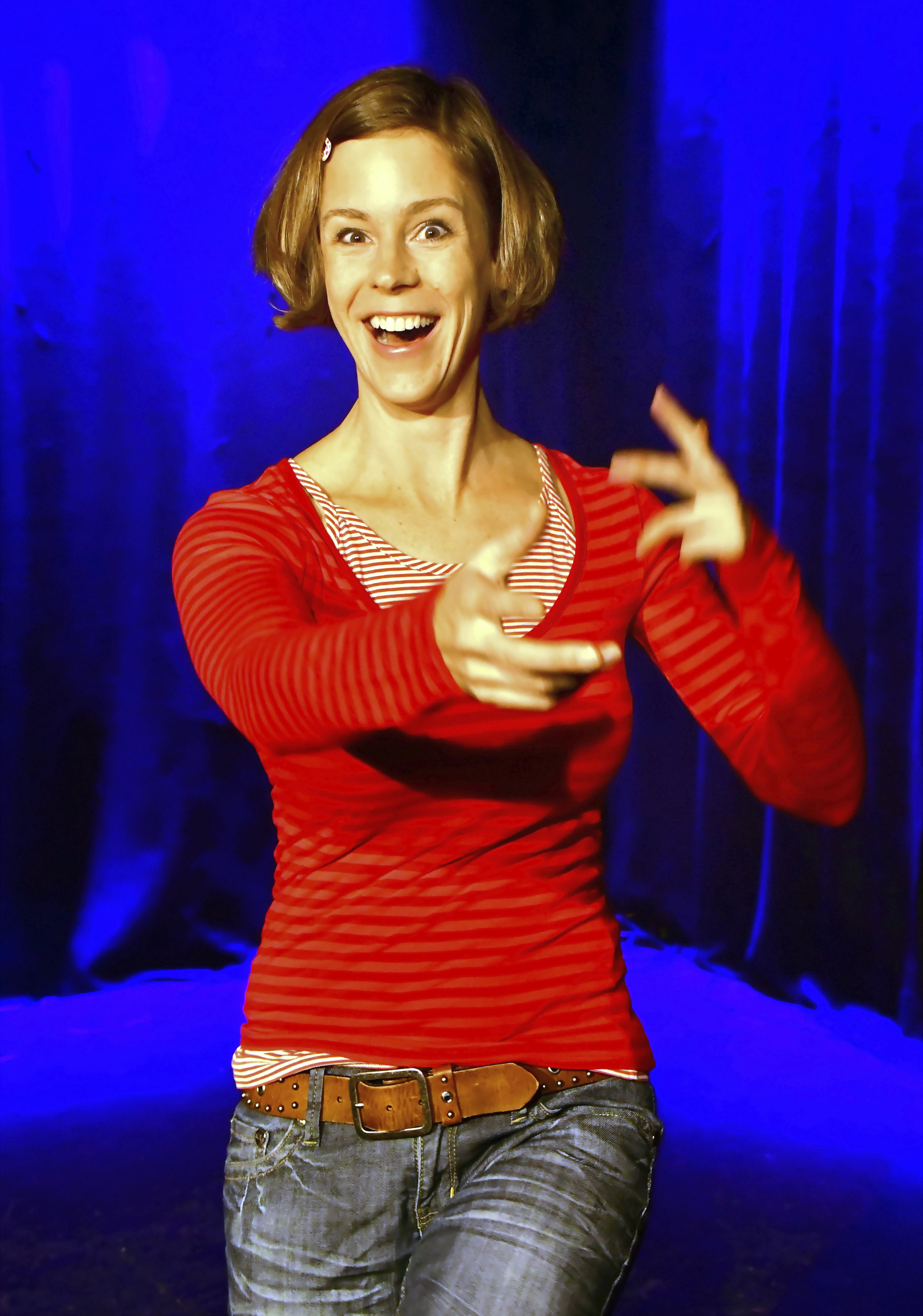
Inka Meyer, 2016

Inka Meyer (* 10. Oktober 1979 in Erlangen) ist eine deutsche Kabarettistin, Autorin, Schauspielerin und Designerin.

## Ausbildung und Beruf
Meyer wuchs in Erlangen und in Mainz auf. Ihre Eltern sind die Musikschullehrerin Heidi Meyer und der Orientexperte Günter Meyer. Nach ihrem Abitur studierte sie von 1999 bis 2004 Kommunikationsdesign an der damaligen Fachhochschule Mainz. Während des Studiums verbrachte sie ein Auslandssemester am London College of Printing und arbeitete ein halbes Jahr bei Ogilvy & Mather Advertising Frankfurt.
2005 absolvierte Meyer ihren Master an der University of the Arts London im Fach „Research Design“ und studierte parallel an der Stage & Musical School Frankfurt Schauspiel. In dieser Zeit spielte sie auch am Kellertheater Frankfurt als Teil des teAtrum-VII-Ensembles. 2006 zog sie von Frankfurt am Main nach München, um in einer Werbeagentur als Artdirector zu arbeiten.  Parallel studierte sie an der Internationalen Schule für Schauspiel und Acting München (ISSA). 2007 machte sie sich als Artdirector selbständig. Anfang 2009 schloss Meyer das Schauspielstudium mit der Bühnenreifeprüfung ab. Seit 2009 arbeitet sie parallel zur Tätigkeit als Designerin sowohl als Schauspielerin und seit 2014 auch als Kabarettistin und Autorin. 2014 eröffnete Inka Meyer mit „KILL ME, KATE!“ die Heidelberger Theatertage im Karlstorbahnhof. Das Stück ist eine Komödie „über die Tragödie heute eine Frau zu sein“. Meyer schlüpft hierfür in die Rolle einer Theatermacherin, die William Shakespeares Der Widerspenstigen Zähmung inszenieren muss. Auf der Bühne beleuchtet sie die Situation und Probleme der Gleichstellung, wie beispielsweise die Unterrepräsentanz von Frauen in Führungsebenen oder die Ungleichbehandlung bei der Bezahlung und der damit drohenden Altersarmut.
Im Oktober 2017 hatte ihr zweites Kabarettprogramm „Der Teufel trägt Parka“ Premiere im Schlachthof München. Zentrale Themen sind hierbei die Auswüchse der Schönheitsindustrie, begleitet mit der Forderung nach einer entspannten Weiblichkeit.
Meyers drittes gesellschaftspolitisches Kabarettwerk „Zurück in die Zugluft“ ist laut Münchner Merkur ein Streifzug durch die moderne (Leistungs-)Gesellschaft, den alltäglichen Wahnsinn und eine heitere Kampfansage gegen die unerträgliche Seichtigkeit des Scheins. Meyer wird eine glänzende Beobachtungsgabe und exakte Recherche attestiert. Mit geschliffener Rhetorik und feinsinnigem Humor liefert sie Denk- und Lösungsansätze für gesellschaftspolitische Fragen, wie z. B. zeitgemäße Familienmodelle, nachhaltigere Lebensgestaltung oder neue Generationenkonflikte.
Meyer lebt in Frankfurt, Tübingen und Gutach im Breisgau. Sie ist mit dem Kabarettisten Philipp Weber zusammen.

## Kabarett
- 2014: KILL ME, KATE! – Die gezähmte Widerspenstige
- 2017: Der Teufel trägt Parka
- 2021: Zurück in die Zugluft – Die unerträgliche Seichtigkeit des Scheins

## Fernsehen
- 2025: BR Fernsehen, Schlachthof[11]
- 2023: SWR Fernsehen, Stuttgarter Besen
- 2021: SWR Fernsehen, Landesschau Rheinland-Pfalz
- 2019, 2021:  HR, Comedy aus Hessen

## Rundfunk
- 2023: SWR2, Spätvorstellung
- 2018: Bayern 2, radioSpitzen
- 2019: MDR Kultur, Spezial

## Bücher
- Günter Meyer (Hrsg.)/Inka Meyer (Design & Illustration): Die Arabische Welt im Spiegel der Kulturgeographie, ZEFAW, Mainz 2004, ISBN 978-3-88250-330-2.
- Philipp Weber/Inka Meyer (Illustrationen): Ragout vom Mammut – 12 aberwitzige Kochgeschichten. Tre Torri Verlag, Wiesbaden 2014, ISBN 978-3-944628-21-9.
- Philipp Weber/Inka Meyer (Illustrationen): Essen kann jeder! Fakten für alle, die es täglich tun. Streng verdaulich. Karl Blessing Verlag , München 2013, ISBN 978-3-89667-493-7.[12]

## Auszeichnungen und Ehrungen
- 2021: Stipendium des Nürnberger Burgtheaters
- 2019: Reinheimer Satirelöwe, 1. Platz (Jurypreis Frauen)
- 2019: Fränkischer Kabarettpreis, 2. Platz
- 2019: Rösrather Kabarettfestival, 2. Platz
- 2018: Preis »Amici Artium«, 3. Platz